# Mentalité victimaire
Pour les articles homonymes, voir Mentalité.
La mentalité victimaire est un concept psychologique qui désigne un état d'esprit dans lequel une personne, ou un groupe de personnes, a tendance à se reconnaître ou à se considérer comme victime des actions négatives des autres. Dans certains cas, ceux qui ont une mentalité victimaire ont en fait été victimes de méfaits commis par d'autres ou ont subi des malheurs indépendants de leur volonté. Cependant, un tel malheur n'implique pas nécessairement que l'on développera une mentalité victimaire généralisée et omniprésente, où l'on se perçoit fréquemment comme une victime. Le terme est également utilisé pour désigner la tendance à attribuer ses malheurs aux méfaits d'autrui, ce qui est aussi appelé victimisme,.
La mentalité victimaire se développe principalement, par exemple, à partir des membres de la famille et des situations vécues pendant l'enfance. De même, les criminels adoptent souvent une mentalité de victime, se croyant moraux et ne commettant des crimes que comme réaction à un monde immoral, en se sentant en outre injustement persécutés par les autorités.
Les caractéristiques de la mentalité victimaire ont été observées au niveau du groupe, bien que tous les traits individuels ne s'appliquent pas nécessairement.

## Caractéristiques
La mentalité victimaire peut se manifester par une gamme de comportements ou de modes de pensée différents :
- Identifier les autres comme la cause d'une situation indésirable et nier toute responsabilité personnelle pour sa propre vie ou ses circonstances[6].
- Attribuer des intentions négatives à l'agresseur[5].
- Croire que les autres sont généralement plus chanceux[7].
- Obtenir un soulagement en se sentant désolé pour soi-même ou en recevant la sympathie des autres[7].

Elle se caractérise typiquement par des attitudes de pessimisme, d'auto-apitoiement et de colère réprimée.
Les personnes ayant une mentalité victimaire peuvent également :
- montrer une tendance générale à percevoir une situation de manière réaliste, mais peuvent manquer de conscience ou de curiosité sur l'origine réelle de l'impuissance dans une situation[9],
- afficher de l'égocentrisme et de l'égoïsme[10],
- devenir défensives, même lorsque d'autres essaient de les aider[7],
- catégoriser les gens : tendance à diviser les gens en "bons" et "mauvais" sans zone grise entre les deux[6],
- éviter de prendre des risques[11],
- montrer de l'impuissance apprise[12],[13],
- se dévaloriser[14].

À l'échelle individuelle et collective, d'autres caractéristiques de la mentalité victimaire incluent :
- Besoin de reconnaissance[5] – le désir pour les individus de faire reconnaître et affirmer leur victimisation par les autres. Cette reconnaissance aide à réaffirmer les hypothèses de base positives que l'individu entretient sur lui-même, les autres et le monde en général. Cela implique également que les agresseurs reconnaissent leurs méfaits. Au niveau collectif, cela peut encourager les gens à avoir un bien-être positif en ce qui concerne les événements traumatiques et à encourager des attitudes conciliantes dans les conflits de groupe.
- Élitisme moral[5] – la perception de la supériorité morale de soi et de l'immoralité de l'autre côté, à la fois au niveau individuel et collectif. Au niveau individuel, cela tend à impliquer une vision "noir et blanc" de la moralité et des actions des individus. L'individu nie sa propre agressivité et se voit comme faible et persécuté par les impurs moraux, tandis que l'autre personne est perçue comme menaçante, persécutrice et immorale, préservant l'image d'un soi moralement pur. Au niveau collectif, l'élitisme moral signifie que les groupes mettent en avant le mal qui leur est infligé, tout en se voyant comme moralement supérieurs. Cela signifie également que les individus voient leur propre violence comme justifiée et morale, tandis que la violence de l'exogroupe est injustifiée et moralement incorrecte.
- Manque d'empathie – parce que les individus se préoccupent de leur propre souffrance, ils sont peu enclins à s'intéresser à la souffrance des autres. Ils ignorent ou agissent de manière plus égoïste face à la souffrance d'autrui. Au niveau collectif, les groupes préoccupés par leur propre victimisation sont peu enclins à voir la perspective de l'exogroupe et montrent moins d'empathie envers leurs adversaires, tout en étant moins susceptibles d'accepter la responsabilité des dommages qu'ils causent. Cela entraîne un égoïsme collectif[5].
- Rumination – les victimes ont tendance à concentrer leur attention sur leur détresse et ses causes et conséquences plutôt que sur les solutions. Cela provoque de l'agressivité en réponse aux insultes ou aux menaces et diminue le désir de pardon en incluant un désir de vengeance contre l'agresseur. Des dynamiques similaires se manifestent au niveau collectif[5].

## Victimes d'abus et de manipulation
Les victimes d'abus et de manipulation psychologique sont souvent piégées dans une spirale de victimisation quant à leur image de soi. Le profil psychologique de la victimisation comprend une variété de sentiments et d'émotions, tels qu'un sentiment généralisé d'impuissance, de passivité, de perte de contrôle, de pessimisme, de pensée négative, de forts sentiments de culpabilité, de honte, d'auto-accusation et de dépression. Cette façon de penser peut conduire à un sentiment de désespoir. Le rôle de victime peut être renforcé par les individus se voyant comme ayant eu la même agentivité au moment où ils ont été victimisés que dans le présent(p240).
Il est courant pour un thérapeute de prendre beaucoup de temps pour établir une relation de confiance avec une victime. Souvent, les victimes développent une méfiance envers les figures d'autorité, ainsi que l'attente d'être blessées ou exploitées.
L'abus sexuel et la mentalité victimaire semblent avoir des liens forts. Indépendamment du sexe, tous les groupes d'âge forcés à participer à des actes sexuels non consensuels sont plus susceptibles de développer des sentiments d'auto-accusation, de culpabilité et d'auto-blâme pour des actes qu'ils ont été contraints de réaliser. L'abus sexuel peut également se manifester de différentes manières, telles que des attouchements, des suggestions verbales obscènes et des communications, et l'exposition de son corps pour le plaisir sexuel.
Selon Koçtürk, Nilüfer et al., le moment de la divulgation chez les victimes d'abus peut varier, surtout en ce qui concerne l'abus sexuel. Si l'événement s'est produit pendant leur enfance ou leur adolescence, elles peuvent ne le dire à personne avant l'âge adulte. Les raisons de cela sont nombreuses, telles que ne pas vouloir attirer l'attention sur l'événement, ne pas vouloir que l'événement devienne un spectacle public, la peur que leurs pairs, amis et autres pensent négativement d'elles, et ne pas vouloir causer de problèmes au sein du foyer. Il a été constaté que les victimes qui divulguent leur expérience à leur famille tôt ont généralement des niveaux de soutien plus élevés de la part des membres de la famille et de leur communauté. L'encouragement à divulguer leur expérience traumatique plus tôt, plutôt que plus tard, est grandement nécessaire.
Des études menées par Andronnikova et Kudinov ont cherché à déterminer une corrélation entre le degré d'abus et la victimisation, et la probabilité que la victime présente des comportements compatibles avec une mentalité victimaire. Les études ont réussi à identifier une forte corrélation entre ceux ayant une mentalité victimaire et les comportements négatifs tels que la catastrophisation, les exigences envers soi-même, les exigences envers les autres et une faible tolérance à la frustration.

### S'en sortir
En 2005, une étude dirigée par le psychologue Charles R. Snyder indique que si une personne souffrant de mentalité victimaire se pardonne elle-même ou pardonne la situation qui a conduit à cet état mental, les symptômes de TSPT ou d'hostilité peuvent être atténués.
Pour les victimes adolescentes, les Groupes de parole et les techniques de psychodrame peuvent aider les personnes à avoir une vision réaliste des traumatismes passés, en voyant qu'elles étaient impuissantes mais ne le sont plus(p240). Ces techniques mettent l'accent sur les sentiments des victimes et l'expression de ces sentiments. Les groupes de parole permettent à chacun de pratiquer des techniques d'affirmation de soi, et de soutenir chaleureusement les autres dans le processus.
Les techniques efficaces ont inclus des méthodes d'enseignement thérapeutiques concernant les concepts de théorie de la décision normative, d'intelligence émotionnelle, de thérapie cognitive et de locus de contrôle psychologique. Ces méthodes se révèlent utiles pour permettre aux individus ayant une mentalité victimaire de reconnaître et de libérer cette mentalité.

## Traumatisme, victimisation et victimologie
Le traumatisme peut saper les suppositions d'un individu sur le monde en tant que lieu juste et raisonnable et les études scientifiques ont trouvé que la validation du traumatisme est importante pour la guérison thérapeutique. Il est normal pour les victimes de vouloir que les auteurs assument la responsabilité de leurs méfaits et les études menées sur les patients et les thérapeutes indiquent qu'ils considèrent la validation du traumatisme et de la victimisation comme importantes pour la guérison thérapeutique. De Lint et Marmo identifient une mentalité "antivictimisme" existant au sein de la société dans son ensemble, et chez ceux qui choisissent d'utiliser le terme mentalité victimaire ; s'attendant à ce que les individus ne soient des "véritables victimes" qu'en montrant de la fortitude et en refusant de montrer de la douleur, les manifestations de douleur étant perçues comme un signe de faiblesse. Cela crée un environnement où l'on attend d'une victime qu'elle partage ses émotions, pour ensuite la juger pour les avoir exprimées:55.
La victimologie a étudié les perceptions des victimes sous les perspectives sociologiques et psychologiques. Les personnes qui sont victimes de crimes ont une relation compliquée avec l'étiquette de victime, peuvent sentir qu'elles doivent l'accepter pour recevoir de l'aide ou pour des processus légaux ; elles peuvent sentir que l'accepter est nécessaire pour éviter le blâme ; elles peuvent vouloir le rejeter pour éviter la stigmatisation, ou se donner un sentiment d'agentivité ; elles peuvent accepter l'étiquette par désir de justice plutôt que de sympathie. Il peut y avoir une fausse dichotomie entre les rôles de victime et de survivant, ce qui ne reconnaît pas l'agentivité exercée par les victimes (par exemple, quitter leurs agresseurs) ou le fait que le comportement des autres leur a causé du tort.

## Victimisation collective, concurrente et inclusive

### Victimisation collective
La victimisation collective est un état d'esprit partagé par les membres d'un groupe selon lequel son propre groupe a été délibérément et injustement lésé par un autre groupe,. Les psychologues politiques Bar-Tal et Chernyak-Hai écrivent que la mentalité de victimisation collective se développe à partir d'une progression de réalisation de soi, de reconnaissance sociale et de tentatives éventuelles de maintenir le statut de victime. Les chercheurs ont observé qu'un fort sentiment de victimisation collective est associé à un faible niveau de pardon et à un désir accru de vengeance. Ils ont noté ce schéma reproduit dans différents contextes tels que la Shoah, le conflit en Irlande du Nord et le Conflit israélo-palestinien,,.

### Victimisation concurrente
La victimisation concurrente désigne une tendance à percevoir son propre groupe comme ayant souffert davantage par rapport à un groupe adverse et décrit la dynamique dans les conflits violents, inextricables où chaque groupe cherche à démontrer qu'il a souffert plus que le groupe adverse,. En conséquence, les groupes impliqués dans des conflits violents perçoivent leur victimisation comme exclusive et peuvent minimiser, rabaisser ou même nier la douleur et la souffrance du groupe adverse,,. Les chercheurs observent que la victimisation concurrente découle du désir des parties en conflit de défendre leur image morale, de restaurer leur agentivité et de gagner du pouvoir,. Il a été constaté que la victimisation concurrente entrave de manière critique et significative la résolution de conflits et la réconciliation, ainsi que diminue le potentiel de coexistence pacifique future.

### Victimisation inclusive
Certains chercheurs ont soutenu que les croyances victimaire ne contribuent pas nécessairement au conflit de groupe, hypothésant que les croyances victimaire qui reconnaissent les similitudes entre les expériences des groupes de victimes peuvent augmenter l'empathie et le comportement prosocial envers les groupes extérieurs et adversaires. Cela peut aider au processus de réconciliation, réduisant la victimisation concurrente et augmentant le pardon,,. D'autres chercheurs supposent que plutôt que de mettre l'accent sur la victimisation inclusive, l'accent devrait plutôt être mis sur l'humanité partagée.